# Latai Taumoepeau
Latai Taumoepeau est une artiste punake connue principalement pour ses œuvres sur le dérèglement climatique dans le contexte océanien.

## Biographie
Taumoepeau a grandi en Australie tout en gardant un lien fort avec les îles Tonga. Sa situation au sein d'une diaspora du Pacifique dans un pays aborigène colonisé est un aspect crucial de son œuvre et de sa réflexion.

## Pratique artistique
Taumoepeau pratique la faivā, qui ressemble à une performance artistique et est un médium fondé sur le mouvement. Cet art s'enracine dans la culture des Tonga. Taumoepeau s'adresse intentionnellement aux blancs à travers sa pratique artistique.

## Œuvre
En 2012, Taumoepeau performe pour la première fois, avec son œuvre i-Land X-isle au Museum of Contemporary Art and Performance Space de Sydney au cours de laquelle elle se suspend quatre heures par jour à des blocs de glace qui fondent, vêtue d'un gilet de sauvetage orange fluo. En 2016 et 2017, Taumoepeau participe au projet Refuge, en courant en rond et en organisant un jeu de rôle où les participants doivent gérer et négocier le froid et le chaud qui leur sont infligés.

## Thèmes
Depuis 2007 et sa participation au sommet des Nations unies sur le climat, Taumoepeau interroge et dénonce les atteintes au climat et à l'environnement. Pour cela, elle met en scène le deuil écologique (en) et l'extractivisme, et elle invite à revêtir les cultures et épistémologies océaniennes pour répondre aux pressants enjeux climatiques, dont notamment la montée des océans.
Taumoepeau utilise son propre corps dans sa pratique artistique comme une représentation de l'Océanie elle-même. Dans le même temps, elle remet en cause les processus de racialisation et de sexualisation qui produisent la figure de l'Océanienne dans les imaginaires. Son œuvre utilise beaucoup l'eau, comme symbole et enjeu des mondes océaniens.

## But
Taumoepeau entend à travers son art travailler à ce que les voix des peuples océaniens soient entendues et prises en compte. Ainsi, elle lutte contre l'apathie des Australiens blancs vis-à-vis des épreuves infligées aux peuples autochtones d'Océanie par le réchauffement climatique.